# Johann Ulrich Zehnder
Johann Ulrich Zehnder (1798 - 1877) was een Zwitsers politicus. Hij was een gematigd liberaal.
Zehnder stelde zich in 1844 kandidaat voor het ambtsburgemeesterschap van het kanton Zürich. Hij nam het op tegen Johann Caspar Bluntschli, een lid van de Radicale Partij (voorloper van de Vrijzinnig Democratische Partij). Zehnder werd echter gekozen en bleef het gehele jaar 1844 ambtsburgemeester. Van 1 januari tot 31 december 1846 en van 1 januari tot 31 december 1848 bekleedde hij dit ambt nogmaals in dit kanton.
Zehnder was van 1 januari tot 31 december 1846 voorzitter van de Tagsatzung (vóór 1848 het hoogste bestuur van het Zwitserse Eedgenootschap).
Johann Ulrich Zehnder werd in 1850 de eerste president van de Regering van het kanton Zürich (een functie die die van ambtsburgemeester verving). In 1852, 1855, 1857, 1859, 1861, 1863 en 1865 was Zehnder opnieuw president van de Regering.